# Morelos, México
Morelos là một đô thị thuộc bang México, México. Năm 2005, dân số của đô thị này là 26430 người.